# Marek Štryncl
Marek Štryncl (Jablonec nad Nisou, 1974) est un chef d'orchestre, violoncelliste, chef de chœur et compositeur tchèque. Il est le fondateur et dirige l'ensemble de musique baroque, Musica Florea.

## Biographie
Marek Štryncl naît à Jablonec nad Nisou en 1974, mais grandit dans le petit village Skuhrov. Il étudie le violoncelle au conservatoire de Teplice. Il est diplômé de l'Académie des arts musicaux (AMU) en 2002 dans le domaine de la direction d'orchestre et étudie le violoncelle à la Akademie für alte Musik de Dresde. Il a également suivi un programme d'études d'interprétation du violoncelle baroque en France, en Allemagne et en Suisse.
Il fonde l'ensemble Musica Florea en 1992, alors qu'il est encore étudiant. Dès 1994, il enregistre la Missa Sanctissimae Trinitatis de Jan Dismas Zelenka pour le label Studio Matouš, et dirige l'œuvre au festival du Printemps  Prague l'année suivante. En 1995, il grave une autre œuvre célèbre de Zelenka, Sub olea pacis et palma virtutis, au Festival saint Wenceslas à Prague. Grâce à son travail avec Musica Florea, il redonne vie à des œuvres de compositeurs oubliés, en particulier les musiques tchèques de la période baroque et classique. Il est responsable de la programmation des concerts réguliers de l'ensemble, à Prague et dans d'autres régions de la République tchèque et a lancé le projet de théâtral baroque transportable, appelée Florea Theatrum. Il joue sur un violoncelle autant comme soliste que musicien de chambre et parfois aussi compose. Il a joué dans de prestigieux festivals tels que le festival du Printemps de Prague, Rezonanzen à Vienne, le Festival van Vlaanderen à Bruges, Tage alter Musik à Sopron en Hongrie, Regensburg Tage Alter Musik en Bavière, Struny podzimu [« cordes d'automne »] à Prague et le Concentus Moraviae, dans le sud du pays. Il a réalisé des dizaines d'enregistrements, dont beaucoup ont reçu les plus hautes récompenses : Diapason d'or en 1994, Zlatá Harmonie en 1997 et de prix du MIDEM en 2003. Néanmoins, il hésite pas à se lancer dans des projets alternatifs — notamment, un enregistrement de la musique symphonique joué sur des instruments d'époque d'œuvres d'Antonín Dvořák en 2009 et des compositions contemporaines, avec la chanteuse Iva Bittová dans Vladimír Godár.
En tant que chef d'orchestre et chef de chœur, Štryncl collabore avec des orchestres, des ensembles et des solistes tels que Magdalena Kožená, Philippe Jaroussky, Boni Pueri, le Chœur de chambre de Prague, Les Musiciens du Paradis, et le Prague Philharmonia (PKF). Son répertoire comprend des œuvres du début de l'époque baroque à la période Romantique, ainsi que des compositions contemporaines. Štryncl enseigne la direction d'orchestre et le violoncelle baroque à l'Université Charles de Prague. En 1994–1995 il a été premier violoncelle solo de l'orchestre philharmonique de la Bohême du nord de Teplice.

## Enregistrements
- Concertos II d'Antonín Reichenauer, par Luise Haugk (basson), Jana Chytilová (violon), Marek Špelina (flute) et Marek Štryncl (violoncelle) avec l'ensemble Musica Florea dir. Marek Štryncl (Supraphon, SU 4056-2, 2011)